# Ion Ștefan
Ion Ștefan, né le 22 janvier 1969, est un homme politique roumain.

## Biographie
Ion Ștefan naît le 22 janvier 1969. Il est diplômé de l'Institut de marine civile Constanta, option génie électromécanique.
Lors des élections législatives de décembre 2016, il est élu député dans la circonscription no 41 de Vrancea.
En 2019 il devient ministre des Travaux publics, du Développement et de l'Administration dans le gouvernement Orban.